# Opius bicarinifer
Opius bicarinifer är en stekelart som beskrevs av Fischer 1979. Opius bicarinifer ingår i släktet Opius och familjen bracksteklar. Inga underarter finns listade i Catalogue of Life.